# Liebende Frauen (Film)
Liebende Frauen ist ein romantisches Filmdrama von Ken Russell aus dem Jahr 1969 nach dem gleichnamigen Roman von D. H. Lawrence.

## Handlung
Der Film handelt vom Kampf der Geschlechter und Beziehungen in der Elite der britischen Industrieregion Midlands in den 1920er Jahren. Gerald Crich und Rupert Berkin sind beste Freunde und verlieben sich in zwei Schwestern: Gudrun, eine Bildhauerin, und Ursula Brangwen, eine Schullehrerin. Rupert heiratet Ursula, Gerald beginnt eine Liebesaffäre mit Gudrun und zusammen verbringen sie die Flitterwochen in der Schweiz. Aber die Beziehungen nehmen zunehmend unterschiedliche Richtungen ein, als Regisseur Russell die Natur der Verpflichtungen und der Liebe erforscht. Rupert und Ursula lernen, sich gegenseitig hinzugeben; der eher zurückhaltende Gerald kann schließlich keine Beziehung zu der fordernden und anspruchsvollen Gudrun aufnehmen.

## Auszeichnungen
Bei der Oscarverleihung 1971 erhielt Glenda Jackson den Oscar als beste Hauptdarstellerin, während Ken Russell für die beste Regie, Billy Williams für die beste Kamera und Larry Kramer für das beste adaptierte Drehbuch nominiert waren.
Neben dem Gewinn des Golden Globe Award als bester englischsprachiger ausländischer Film 1971, gewann Glenda Jackson auch den Preis des National Board of Review (NBR), der National Society of Film Critics und des New York Film Critics Circle als beste Hauptdarstellerin. Darüber hinaus war der Film 1970 für elf Britische Filmpreise und einige andere Preise nominiert.
Das British Film Institute wählte Liebende Frauen im Jahr 1999 auf Platz 87 der besten britischen Filme aller Zeiten.

## Kritik
Das Lexikon des Internationalen Films befand, dass die Handlung von Liebende Frauen „ideologische und psychologische Strömungen erkennen [lässt], die auch heute noch aktuell sind[. Doch] bleibt Russells Film die künstlerische Durchformung weitgehend schuldig.“
Für Cinema erwuchs aus der „kongenialen Verfilmung“ ein „bildstarkes, provokantes Sittengemälde“.